# Fritz Rößler
Fritz Rößler alias Dr. Franz Richter (* 17. Januar 1912 in Gottleuba, Amtshauptmannschaft Pirna, Königreich Sachsen; † 11. Oktober 1987 in Radstadt, Land Salzburg, Österreich) war ein deutscher Politiker. Der Nationalsozialist war ab 1949 unter falschem Namen Mitglied des Deutschen Bundestages für die rechtsgerichtete DKP-DRP und die rechtsextreme SRP. 1952 wurde Rößler enttarnt.

## Leben bis 1945
Zum 1. Oktober 1930 trat Rößler der NSDAP bei (Mitgliedsnummer 319.948), war zunächst Ortsgruppen-Propagandaleiter bzw. Ortsgruppenleiter, ab 1935 wurde er Schulungsleiter der Gauschulungsburg Augustusburg, danach Gauhauptstellenleiter der NSDAP und deren Fachberater für Ostlandsfragen beim agrarpolitischen Apparat in Sachsen. 1945 war er in der Reichspropagandaleitung der NSDAP tätig.
Er heiratete am 30. Mai 1936 Ruth Rößler, geb. von Schönberg-Pötting, auf dem Standesamt in Gottleuba.

## Nach 1945

### Identitätsbetrug
Nach 1945 galt Rößler zunächst als vermisst. Um seine Ehefrau erneut heiraten zu können, dieses Mal unter dem neuen Namen als Dr. Franz Richter, behauptete er unter Eid am 21. Oktober 1946 vor dem Standesamt in Luthe bei Hannover, Zeuge für den Tod des Hauptmanns Dr. jur. Fritz Rößler gewesen zu sein. Er selbst sei ledig und wolle dessen Witwe ehelichen und die Kinder adoptieren. Weiterhin gab er zur Person an: Dr. Franz Richter, geboren am 6. Juni 1911 im türkischen Smyrna (İzmir), Studium der Philologie in Prag, Studienrat für Geschichte im Sudetenland, 1940 bis 1945 Soldat und nicht Mitglied der NSDAP gewesen zu sein. Diese Angaben waren schwer überprüfbar, weil die Unterlagen des Standesamtes von İzmir während des Griechisch-Türkischen Krieges 1922 verbrannt waren und die meisten Akten der deutschen Verwaltung im Sudetenland kurz vor Ende des Zweiten Weltkriegs ebenfalls vernichtet worden waren. Somit konnte Rößler am 7. November 1946 vor dem Standesamt in Luthe unter seinem neuen Namen erneut seine – angeblich verwitwete – Frau heiraten. Die Kinder behielten dabei den Namen Rößler bei. Mit den gefälschten Personalangaben trat Rößler am 2. April in Idensen und ab 5. Oktober 1946 in Luthe als Volksschullehrer in den niedersächsischen Schuldienst ein. Nach rechtsextremistischen und antisemitischen Äußerungen wurde er am 20. Mai 1949 wieder entlassen.

### Kandidat der Deutschen Konservativen Partei – Deutsche Rechtspartei
Als Mitglied der Deutschen Konservativen Partei – Deutsche Rechtspartei (DKP-DRP) kandidierte er – unterstützt durch die Sudetendeutsche Landsmannschaft, die ihn für einen der ihren hielt – bei der Bundestagswahl 1949 erfolgreich für den Deutschen Bundestag und wurde einer der fünf Abgeordneten der Partei. Am 28. August 1949 setzte er sich gegen Adolf von Thadden als neuer DKP-DRP-Landesvorsitzender in Niedersachsen durch und wurde auch Mitglied des Bundesvorstandes. Er setzte sich bereits 1949 für eine Generalamnestie aller NS-Verbrechen ein. Rößler war 1950 an der Zusammenführung von DKP-DRP und NDP zur Deutschen Reichspartei beteiligt. Er wurde Direktoriumsmitglied der neuen Partei, musste das Amt aber am 30. April wegen seiner Kontakte zur SRP-Führung niederlegen.

### Mitglied in der Sozialistischen Reichspartei
Im September 1950 wurde er aus der DRP ausgeschlossen und wechselte zur Sozialistischen Reichspartei, die er fortan gemeinsam mit dem Bundesvorsitzenden Fritz Dorls im Parlament vertrat (vom 13. Dezember 1950 bis zum 26. September 1951 hospitierten beide bei der WAV-Fraktion, ohne ihre eigene Partei zu verlassen). Im Mai 1951 beteiligte sich Rößler in Malmö (Schweden) an der Gründung der faschistischen Europäischen Sozialen Bewegung. Unter Führung des italienischen MSI schlossen sich hierin Organisationen aus Deutschland, Italien, Österreich, Schweden und der Schweiz zusammen.
Als „Richter“ fiel er im Bundestag durch seine aggressive Wortwahl auf. Wegen der Beleidigung von vier Ministern der niedersächsischen Landesregierung wurde er am 20. Juli 1951 zu vier Monaten Gefängnis verurteilt, wogegen er Berufung einlegte. Während der Debatte über ein erstes Abkommen zwischen der Bundesrepublik Deutschland und Israel hielt er Mitte November 1951 eine antisemitische Rede, für die ihn Bundestagspräsident Hermann Ehlers zur Ordnung rief. Bundestagsvizepräsident Hermann Schäfer schloss ihn am 10. Januar 1952 wegen unparlamentarischen Verhaltens für drei Sitzungstage aus.

### Enttarnung und Verurteilung
Anfang 1952 wurde Rößler enttarnt und am 20. Februar 1952 in der Wandelhalle des Bundestages festgenommen. Dies war auf der Grundlage von Art. 46, Abs. 2 GG trotz seiner parlamentarischen Immunität möglich, weil er auf frischer Tat bei einer Urkundenfälschung ertappt wurde, als er sich als „Dr. Richter“ in die Anwesenheitsliste eintrug. Diese Situation hatte Bundestagspräsident Ehlers arrangiert und kurzfristig eine dringliche Sitzung des Ausschusses für Geschäftsordnung und Immunität einberufen, in der der Ausschuss nach Kenntnisnahme des Sachverhalts einstimmig die Aufhebung der Immunität Richters für den Deutschen Bundestag beantragte. Noch am gleichen Tag, dem 20. Februar 1952, wurde im Bundestag einstimmig der Beschlussempfehlung des Ausschusses gefolgt, womit der Weg für eine Verhaftung und Strafverfolgung frei wurde. Tags darauf verzichtete Rößler auf sein Abgeordnetenmandat. Am 2. Mai 1952 verurteilte das Landgericht Bonn ihn wegen Urkundenfälschung und anderer Delikte zu 18 Monaten Gefängnis.

### Nach der Haftentlassung
Nach der Haftentlassung zog er nach Kairo, wo er wiederum unter Falschnamen wie Achmed Rössler lebte. Von 1953 bis 1957 trat Rößler auf internationalen rechtsextremistischen Kongressen auf. 1966 zog er zurück nach Deutschland und wurde Geschäftsmann in Essen.
Rößler starb im Alter von 75 Jahren in Österreich.

## Schriften
Rößler war Herausgeber der F.R.-Briefe. Mitteilungen des Bundestagsabgeordneten Dr. Richter, die von 1950 bis zu seiner Enttarnung 1952 erschienen.